# Peter Langer (Fußballspieler)
Peter Langer (* 2. Juni 1950) ist ein ehemaliger deutscher Fußballspieler, der im Jahr 1981 die Deutsche Amateurmeisterschaft gewann.

## Sportlicher Werdegang
Langer spielte in der Saison 1972/73 für Bayer 04 Leverkusen in der seinerzeit zweitklassigen Regionalliga West, aus der sein Verein am Saisonende in die Verbandsliga Mittelrhein absteigen musste. Des Weiteren kam er im Turnier um den DFB-Ligapokal 1972/73 in vier von sechs Spielen der Gruppe 6 vom 2. bis 23. August zum Einsatz und erzielte in der Begegnung am 9. August bei der 2:6-Niederlage gegen den 1. FC Köln das Anschlusstor zum 1:2 in der 41. Minute.
Im weiteren Verlauf seines Werdeganges kam er in der 1. Amateurliga Nordwürttemberg 1976/77 für den VfR Heilbronn zum Einsatz, wie auch am 7. August 1976 bei der 1:3-Erstrundenniederlage gegen den SSV Jahn Regensburg im Wettbewerb um den DFB-Pokal. Danach verschlug es ihn ins Rheinland, wo er zunächst für den SC Viktoria Köln 1977/78 in der Verbandsliga Mittelrhein spielte, aus der er mit seiner Mannschaft als Meister hervorgegangen war. In der Folgesaison wurde er in der Staffel Nord der seinerzeit zweigleisigen 2. Bundesliga in 35 von 38 Saisonspielen eingesetzt und erzielt fünf Tore.
Von 1979 bis 1982 spielte er für den 1. FC Köln II in der seinerzeit drittklassigen Oberliga Nordrhein. Als Meister aus der Saison 1980/81 hervorgegangen, nahm er mit seiner Mannschaft auch an der Deutschen Amateurmeisterschaft 1981 teil. In vier von fünf möglichen Spielen ist er zum Einsatz gekommen und erzielte eben so viele Tore. Das am  14. Juni 1981 im heimischen Franz-Kremer-Stadion gegen den FC St. Pauli ausgetragene Finale wurde mit 2:0 gewonnen. Ferner kam er während seiner Zugehörigkeit zum Verein in drei Spielen des DFB-Pokal-Wettbewerbs zum Einsatz.
Zum Ende seines Werdeganges kam er noch einmal in der 2. Bundesliga, der eingleisigen, für den BV 08 Lüttringhausen aus dem gleichnamigen Remscheider Stadtbezirk zum Einsatz. In seiner ersten Saison bestritt er 35 von 38 Saisonspielen und erzielte acht Tore, in seiner zweiten Saison 28, in denen er fünf Tore erzielte. Für seinen letzten Verein, den VfB 06/08 Remscheid, kam er letztmalig 1987/88 in der Oberliga Nordrhein zum Einsatz.